# Movimento della marcia su Washington
Il Movimento della marcia su Washington (in inglese March on Washington Movement abbreviato in MoWM), attivo tra il 1941 e il 1946, fu organizzato da A. Philip Randolph e Bayard Rustin come espediente per organizzare una marcia di massa verso Washington, negli Stati Uniti, al fine di fare pressione sul governo americano affinché disgregasse le forze armate e fornisse più opportunità di lavoro eque per gli afroamericani. Nonostante il nome, tale movimento non si è risolto in un'effettiva marcia su Washington negli anni Quaranta, in quanto non furono soddisfatte le richieste di Randolph prima della preparazione della marcia. Martin Luther King fu fortemente influenzato da Randolph e dai suoi ideali.

## Antefatto

### Situazione del Paese
Negli eventi che seguirono l'ingresso degli Stati Uniti nella Seconda guerra mondiale, ci fu una maggiore consapevolezza nella comunità nera dell'ipocrisia di difendere l'America contro il razzismo nazista, mentre in patria era consentita la discriminazione dei neri in tutti i settori della vita e del lavoro.
Con la caduta dell'economia americana a seguito del Crollo di Wall Street (Wall Street Crash) nel 1929, gli anni Trenta-Quaranta videro l'emergere negli Stati Uniti della Grande Depressione (Great Depression), ben espressa nell'opera Furore di John Steinbeck. Con l'ingresso degli USA nel conflitto mondiale, il boom della difesa beneficiò dei bianchi, mentre ai lavoratori neri furono negate queste opportunità a causa della discriminazione razziale in certi campi. Alcuni programmi di formazione istituiti dal governo esclusero i neri basandosi sull'idea che era sciocco permettere loro l'addestramento completo. Fu così che molti lavoratori neri qualificati e con una formazione adeguata non furono assunti e molti nemmeno presi in considerazione. Il presidente della North American Aviation Co. nel 1940 così si espresse:
(Presidente della North American Aviation)
Fu in questo clima che maturarono le basi del futuro Movimento della marcia su Washington.

### Proposta della marcia
Il Movimento della marcia su Washington è stato un tentativo di fare pressione sul governo degli Stati Uniti e l'allora presidente Franklin D. Roosevelt per stabilire protezioni contro la discriminazione. A. Philip Randolph è stato la forza trainante del movimento. Randolph ha formato e guidato la Brotherhood of Sleeping Car Porters, a partire dal 1925, e la sua esperienza in organizzazione di base e il coinvolgimento sindacale ha fornito le basi per la sua leadership nel MOWM, in cui l'organizzazione dei membri delle classi media e bassa era così importante. Il metodo di Randolph di indipendenza da fonti bianche di potere è stato evidenziato quando ha detto:
(A. Philip Randolph)

## Leadership
La leadership e la strategia di Randolph definirono la natura del Movimento della marcia su Washington. La sua dipendenza attivismo di base e dei media e le organizzazioni afro-americane si può far risalire alla sua infanzia. Suo padre era un predicatore African Methodist Episcopal (AME) e Randolph sentì come i parrocchiani si lamentassero dello stato delle relazioni razziali e della discriminazione. Lui e suo fratello furono privatamente istruiti e cresciuti credendo che fossero "intellettualmente competenti come qualsiasi bianco". Gli obiettivi di Randolph erano non meno ambiziosi del suo carattere e della sua retorica. Il 26 settembre 1942, dopo la MOWM aveva influenzato cambiamento di politica a Washington, Randolph ribadì che la lotta era in corso, nonostante alcuni guadagni. Egli disse:
(A. Philip Randolph)

### Le donne nel movimento
Il Women's Auxiliary è stato un gruppo composto per lo più da mogli e parenti della Brotherhood of Sleeping Car Porters. Erano attivi nel MOWM principalmente attraverso la raccolta di fondi e gli sforzi della comunità, così come lavorare in generale a promuovere idee di "concetti di virilità nera, rispettabilità femminile, e la coscienza di classe."

## Cronologia
I primi sforzi di lobbying per eliminare la segregazione dai militari precedente al 1941 non convinsero il presidente Roosevelt ad agire. Il 27 settembre 1940, la prima delegazione composta da A. Philip Randolph, Walter White (NAACP) e T. Arnold Hill (National Urban League), incontrò il Presidente Roosevelt ed i membri dei più alti livelli governativi. La delegazione presentò un memorandum chiedendo l'immediata integrazione di tutti i neri nelle forze armate. La risposta è stata una dichiarazione rilasciata dalla Casa Bianca che diceva: "La politica del Dipartimento della Guerra non è quella di mescolare personale arruolato di colore o bianco nelle stesse organizzazioni reggimentali".
Questo tipo di dichiarazioni pubbliche rese chiara la relativa inefficacia dei metodi tradizionali per far pressione sul governo. Il 25 gennaio 1941, A. Philip Randolph, intuendo la necessità di compiere qualcosa di inaspettato, propose ufficialmente una marcia su Washington per "evidenziare il problema".
Nei mesi successivi, succursali del MOWM cominciarono ad organizzarsi per una marcia di massa prevista per il primo luglio dello stesso anno. Previsioni durante la primavera avevano stimato il numero di manifestanti intorno a 100'000.
Solo una settimana prima che la marcia avesse luogo, un "allarmato presidente Roosevelt emise l'Ordine esecutivo 8802, istituendo di fatto il primo Comitato per le Pratiche di Equa Occupazione (in inglese Fair Employment Practices Commitee, abbreviato in FEPC)". Il sindaco La Guardia di New York incontrò la leadership del MOWM e li informò delle intenzioni del presidente.
Prima che l'ordine venisse firmato, il MOWM richiese, oltre alla creazione del FEPC, che le industrie di guerra fossero disaggregate. Roosevelt accettò ed emise l'Ordine Esecutivo 8802. Questa fu una grande vittoria per il movimento e così Randolph accettò di annullare la marcia, continuando a mantenere vivo il MOWM per assicurarsi che la FEPC tenesse fede alle proprie promesse e alla propria missione.
Il MOWM continuò a tenere raduni per tutta l'estate. Il continuo appello del movimento per la disobbedienza civile non violenta alienò alcune organizzazioni nere, come la NAACP, che ritirò alcuni dei suoi dal sostegno al MOWM. Nonostante la creazione del movimento come strumento per alimentare una marcia specifica su Washington, il MOWM esistette fino al 1946-1947, organizzandosi con altri gruppi per continuare a fare pressioni sul governo federale.

## Effetto mediatico
Mentre i media tradizionali ebbero un ruolo nella percezione del movimento, furono i media afro-americani a ritrarre più significativamente il MOWM, sia in senso buono che negativo. All'inizio della primavera del 1941, i giornali delle comunità di neri americani videro un certo livello di scetticismo nei confronti dei nobili obiettivi del movimento. Il quotidiano The Chicago Defender era preoccupato per la sorte che sarebbe toccata ai manifestanti se anche solo "2.000 negri avrebbero marciato". Ad ogni modo, con l'avvicinarsi di un'ipotetica marcia e la guerra mondiale che volgeva al termine, la percezione di questo movimento cambiò in positivo. A maggio, i giornali neri cominciarono ad alimentare le fiamme e The Amsterdam News stampò in prima pagina: "100.000 a marzo verso la capitale". Se si fosse trattato di una semplice tattica di bluff non possiamo stabilirlo, tuttavia è certo che tale notizia ebbe una certa risonanza in tutta la stampa afroamericana, sebbene nessuna marcia sia stata concretamente realizzata. Il Chicago Defender, dopo il suo iniziale scetticismo, "ha parlato di 50.000 preparazione per una marcia per l'occupazione e la giustizia".

## Appello comunista
Il MOWM aveva un rapporto particolare con le organizzazioni comuniste negli Stati Uniti. Mentre l'idea di rivolta proletaria era attraente per alcuni comunisti, "hanno costantemente tracciato una linea di separazione tra la "marcia per l'occupazione" e il suo carattere da "leadership guerrafondaia". Randolph usò varie tattiche per evitare che la marcia su Washington venisse considerata come una manifestazione comunista. L'idea di lottare per più diritti per la comunità afroamericana deviò l'opinione pubblica americana dal ritenere che si trattasse di un evento comunista, benché questo non abbia escluso la partecipazione di comunisti neri (i quali costituivano, comunque, una ridotta percentuale dei membri del partito).